# 里巴尔·阿萨德
里巴尔·阿萨德（英語： 1975年6月4日—）是叙利亚人权、政治活动家。他是里法特·阿萨德和莉娜·阿哈耶尔的儿子，妻子是乔安娜·阿萨德。他的兄弟包括法国小说《À coeur perdu》的作者斯维尔·阿萨德，以及于1997年创立阿拉伯新闻网络电视频道A.N.N.和阿拉伯人民党的索马·阿萨德。他也是現任總統巴沙尔·阿萨德的堂弟。
里巴尔是叙利亚自由与民主组织（ODFS）的创始人和主管，以及伊曼基金会的主席和创始人，该基金会致力于促进宗教间和文化间对话并挑战极端主义。
里巴尔·阿萨德在童年时被政府逐出叙利亚，自那时起，他为祖国向自由、民主和人权和平过渡而奋斗了十余年。2010年，他接受了独立报的历史学家罗伯特·菲斯克的采访，在阿拉伯之春之前，他就表达了对全新叙利亚的憧憬。
尽管自2011年冲突开始以来暴力不断加剧，他依然坚信政治解决叙利亚冲突是唯一的解决办法。里巴尔·阿萨德是叙利亚普遍民主权利的倡导者，也始终在明确反对宗教政治团体和神权政体，并曾公开批评包括穆斯林兄弟会、真主党、努斯拉、伊斯兰国、哈马斯以及伊朗政府在内的团体。他还始终对叙利亚全国委员会及其由土耳其和卡塔尔非民主选举的成员（其中大多数是穆斯林兄弟会的成员）持批评态度。同样，他对自由叙利亚军加入伊斯兰极端主义团体，及其最高军事委员会仅由萨拉菲极端主义团体组成持批评态度。自2010年以来，他一直在呼吁国际社会联合起来，以确保叙利亚的和平与稳定。里巴尔·阿萨德热衷于数个慈善和商业活动，能讲流利的阿拉伯语、法语、西班牙语和英语。

## 早期生活和家庭
里巴尔出生于大马士革，是16个兄弟姐妹中的第13个。他的母亲是一位验光师，在大马士革为穷人开了一家免费诊所。他的父亲里法特·阿萨德博士是高等教育主管，在1984年至1998年担任高级军事家和名誉副总统，是已故总统哈菲兹·阿萨德的弟弟，所以他是老阿萨德的侄子。
童年时，里巴尔深受民主主义影响。他的父亲创办了Al-Fursan——中东地区首个也是唯一倡导民主和自由的阿拉伯杂志。他鼓励里巴尔阅读说明政治多元化、叙利亚及中东自由重要性的报刊固定专栏。他父亲还提倡教育（建立拉塔基亚和霍姆斯大学，以及扩建阿勒颇大学）和提高女性在军事和民间社团中的地位。他母亲莉娜·阿哈耶尔是该政策的受益者，接受过伞兵训练。
他父亲和叔叔之间的权力斗争于1970年代开始，进而导致军事对抗和复兴党的分裂，此后他在9岁时（1984年）离开叙利亚。在接受《犹太纪事》采访时，里巴尔·阿萨德声称“如果在1970年代时采用了他父亲的理念，叙利亚就会跟埃及同时与以色列休战了”。
里巴尔及其家人随后搬到了巴黎，在那里他继续居住到16岁。他表示，在巴黎时与其它文化相融合的经历帮助他建立了对多元文化主义和多民族社区（特别是犹太社区）的早期认识。对包容性和多元文化社会的信念是由此发展起来的，这是ODFS使命的基石。在16岁时，里巴尔·阿萨德开始在纽约和休斯顿上高中，然后在波士顿上大学。
尽管于1984年离开叙利亚，里巴尔·阿萨德继续受到暴力的威胁，在1994年、1998年和1999年都发生了企图暗杀他的事件。1992至1997年，在发生这些袭击期间，里巴尔·阿萨德没有永久居住在叙利亚，但在圣诞假期期间他通常会回家看望父亲，他的父亲被禁止离开该国。从1997年9月起，他留在叙利亚，继续从事由他父亲创办的慈善事业。
- 1980年，穆斯林兄弟会（主张推翻支持叙利亚成为伊斯兰国家的政府）试图用一辆满载炸药的卡车冲进其家族府邸。保安人员向卡车射击，将其拦截。

- 1994年，在与其堂兄巴沙尔和马希尔·阿萨德公开辩论的两周后，当他回家看望父亲返程时（他母亲于1992年去世后），士兵被派去大马士革国际机场暗杀里巴尔。由于父亲陪同他前往机场，该计划被挫败。

- 1998年，里巴尔成为政府暗杀企图的对象，在从黎巴嫩返回塔尔图斯的黑暗街道上，他们用钉刺带（刺马钉）伏击了他乘坐的汽车。

- 1999年，在里巴尔前往西班牙的一周后，他在拉塔基亚的家被由阿塞夫·肖卡特将军率领的5,000名共和国卫兵用武装直升机、坦克、火箭发射器和直升机攻击。[4]

其它攻击不直接针对他的性命，而是针对他的同事及其慈善事业：
- 2006年，里巴尔在黎巴嫩成立了Al-Fursan慈善机构，在宗教节日期间向来自不同宗教、教派和族裔群体的人分发食品、礼物和学校用品。他还开办了一所小型学校，免费教儿童学外语。2007年，该慈善机构的主管被叙利亚政府枪击，他的车在学校被烧毁，黎巴嫩LBC电视台对此事进行了报告。学校遭到了摧毁。

- 2009年，黎巴嫩军事情报机构对联合国民主联盟（由里巴尔的父亲为首）的叙利亚成员纳瓦尔·阿布德进行审问，并把他交给叙利亚军事情报机构。他们还威胁他怀孕的妻子和三岁的女儿，她们都逃到了黎巴嫩。阿布德也是Al-Fursan慈善机构的司库。他的逮捕发生在他在黎巴嫩教堂向穆斯林和基督徒分发礼物后的第二天晚上。之后，阿布德被移交给叙利亚当局。自此再也没人见过他。

对里巴尔的人身、财产及朋友的各种攻击明显增加了他对政府和允许这种行为的政治体系的反感。

## 政治生涯
里巴尔·阿萨德一直认为，与极端主义、恐怖主义的接触，以及生活在专治警察国家的恐惧下激励着他为和平转变、为叙利亚和中东带来自由、民主和人权而奋斗。

### ANN频道
这项实现民主与自由的工作开始于2006年，通过他担任阿拉伯新闻网络（ANN）的主席进行，该网络是一家推动整个中东地区的自由和民主的电视频道。该频道成立于1997年，是首个旨在促进叙利亚、中东和北非民主和自由的阿拉伯新闻卫星电视频道。然而，在2009年，ANN频道被叙利亚政府封锁。

### 叙利亚民主与自由组织
因ANN遭受审查而受挫，里巴尔·阿萨德于2009年在叙利亚成立了民主与自由组织。甚至在阿拉伯之春于2011年开始之前，里巴尔·阿萨德就曾公开反对巴沙尔·阿萨德政府，并谴责其未能为叙利亚人民提供一个民主的未来。在他于2010年2月在列格坦研究所作为ODFS主管的首次演讲中，他对叙利亚政府的敌意表露无遗，他声称：
“世界在向前发展，但我的国家叙利亚没有。它没有成为它本应成为的伟大国家。这不是平民的过错。当前政府、政权未能实现民主、自由和繁荣。该政权独裁而专制。它压迫其人民，禁止表达与结社的自由，侵犯人权，而且对经济管理不善。”
作为ODFS的主管，里巴尔于2010年3月就叙利亚向民主和自由政治过渡的迫切需求游说英国和欧洲的资深议员，包括各党派议会党团主席罗伯特·戈德席夫议员，从而继续履行改革的使命。但直到2010年独立报记者和著名的中东评论员罗伯特·菲斯克采访里巴尔·阿萨德，该机构才凸显出来。里巴尔在本文中回应了本次采访。
该机构在阿拉伯之春于2011年开始后快速发展，此后，里巴尔在多个高调的活动、组织和机构发表演讲，包括：
- 首尔国立大学
- 英国议会
- 欧盟议会
- 文化外交研究所
- 柏林国家安全会议
- 卡尔顿俱乐部和改革俱乐部
- 列格坦研究所
- 牛津大学
- 伦敦玛丽王后大学
- 外交学院
- 圣加仑研讨会[7]
- Avenir Suisse
- 布莱德战略论坛，应斯洛文尼亚总理邀请
- the FAES（马德里），应西班牙前首相何塞·玛丽亚·阿斯纳尔邀请[8]
- USI（联合服务研究所）印度 [9]
- ORF[10]
- IIC
- Vivekenanda [11]
- 欧洲大西洋集团
- 中大西洋集团（伦敦）
- 伦敦扶轮社
- 伍斯特理工学院
- 世界政策会议
- 美国世界事务委员会
- 国家安全企业高管
- 雅尔塔欧洲战略年会
- 伊曼基金会的“伊斯兰主义：全球威胁”会议
- 在克罗地亚斯普利特举行的EIN会议

他还定期担任电视和平面媒体的政治和时事评论员。
自叙利亚全国委员会成立以来，里巴尔一直对其持批评态度。他指出，在该组织中穆斯林兄弟会的成员占绝大多数，他们不是通过民主进程选出的，而是由土耳其和卡塔尔挑选。他还一直在批评自由叙利亚军（强调它是由伊斯兰极端主义团体组成的）及其最高军事委员会（声称它完全由萨拉菲极端主义团体组成）。
这场在牛津大学联合国协会的关键演讲表达了里巴尔对叙利亚阿拉伯之春乐观情绪迅速导致混乱和可避免悲剧的观点。

### 伊曼基金会
里巴尔·阿萨德作为伊曼基金会主席的工作侧重于促进信仰间和文化间对话，以及挑战世界各地的极端主义。该机构是非营利性机构，致力于“促进宗教间和文化间对话、宗教内对话，挑战极端主义，推广主流观点”。
自2010年以来，里巴尔·阿萨德会见了众多全球宗教和政治领袖，以讨论与信仰间和信仰内对话有关的各种普遍和具体问题。
伊曼基金会举行了多次讨论激进主义和伊斯兰极端主义主题的会议。

### 已发表的文章和意见
哈芬登郵報：
- Islamism: Syria’s Growing Cancer （页面存档备份，存于）
- Understanding and Treating the Cancer of Islamic Extremism （页面存档备份，存于）
- The Syrian 'Election' — a Farce Hiding a Deeper Tragedy （页面存档备份，存于）

辛迪加项目：
- Is Syria the Next Domino? （页面存档备份，存于）
- The Struggle for Syria （页面存档备份，存于）
- Syria’s Hijacked Struggle （页面存档备份，存于）

ConservativeHome:
- A free and democratic Syria is the best way to undermine Iran （页面存档备份，存于）

## 外部連結
- 里巴尔的推特 （页面存档备份，存于）
- 里巴尔的Bilibili （页面存档备份，存于）